# Cenizas volantes

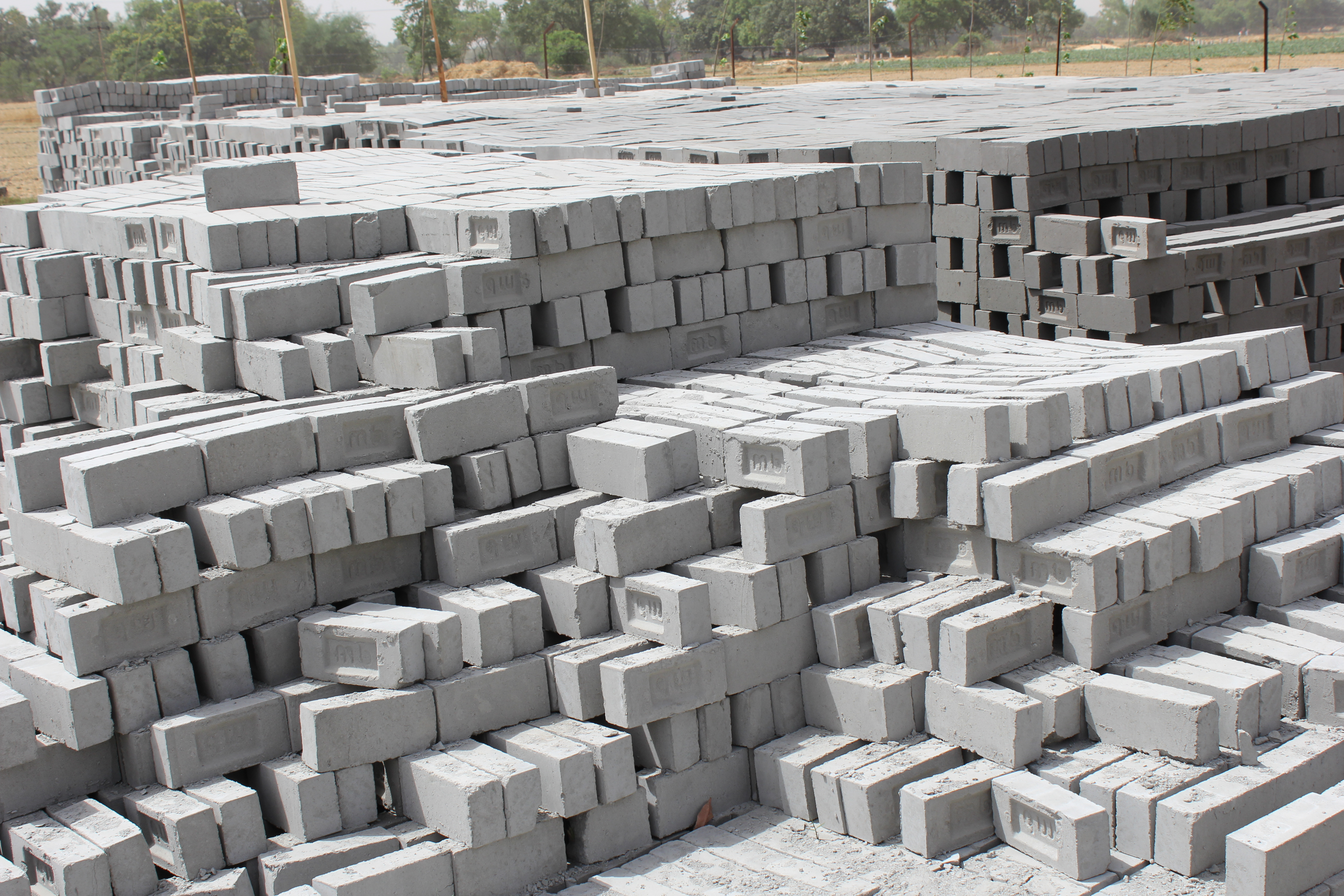
Ladrillos fabricados a partir de cenizas volantes

Las cenizas volantes es un material silíceo  que se expulsa por las chimeneas como subproducto de la quema del carbón pulverizado en las centrales térmicas de generación de electricidad y están constituidas por puzolanas, por lo que tienen utilidad como aditivos en la fabricación de cementos o como materia prima en muchos productos a base de cemento, como el hormigón vertido, el bloque de hormigón y el ladrillo. Estos residuos sólidos se obtienen por precipitación electrostática o por captación mecánica de los polvos que acompañan a los gases de combustión de los quemadores de centrales termoeléctricas alimentadas por carbones pulverizados.

## Características
Las cenizas volantes suelen presentarse en forma de polvo fino de color grisáceo, pues contienen pequeñas cantidades de carbón sin quemar así como otros componentes químicos. En su aspecto también influye el grado de pulverización, el tipo de caldera y el tipo de extractor y la forma en que han sido retiradas de la central térmica. Se suelen distinguir tres grupos; las provenientes de central térmica, las obtenidas de lecho fluido y las procedentes de centrales con planta de desulfuración. El tamaño de las partículas brutas, sin tratar, oscila entre 0,2 y 200 micras de diámetro, aunque excepcionalmente pueden llegar a las 500 michas, mientras que el peso específico oscila entre 2,0 y 2,3 g/cm3 (2000 a 2900 kg/m3). La coloración es grisácea pudiendo presentar tonalidades ocre por los óxidos de hierro presentes, pudiendo llegar a ser de color marrón oscuro, cuando los óxidos de hierro se encuentran en mayor cantidad.  

## Composición química
La composición química depende principalmente del carbón de origen a partir del cual se han generado. Dependiendo de las impurezas de este, las proporciones pueden variar notablemente, aunque todas contienen principalmente sílice (SIO2) y alúmina (Al2O3) acompañada de óxido de hierro(III) (Fe2O3) y monóxido de calcio (CaO), aparte de una pequeña fracción de carbón sin quemar. En una menor proporción pueden estar presentes óxido de magnesio (MgO) y óxidos de metales alcalinos (Na2O y K2O) y trazas de otros muchos compuestos metálicos.
De acuerdo a su contenido en óxido de calcio las cenizas volantes se clasifican en diferentes tipos, los más comunes son:
- Clase F.  Contienen partículas cubiertas por una especie de vidrio fundido.  Son de bajo contenido en cal, generalmente por debajo del 15% y un contenido de carbono inferior al 5% aunque en algunos casos puede ser mayor, de hasta el 10%.  Esto reduce en gran medida el riesgo de expansión debido al ataque de los sulfatos, que puede ocurrir en suelos fertilizados o cerca de las zonas costeras. Estas cenizas presentas propiedades puzolánicas.

- Clase C. Tienen un porcentaje más alto de óxido de calcio que la Clase F, generalmente entre 15 y 30% con un contenido de carbono de menos del 2%. Se utilizan más comúnmente para el hormigón estructural, ya que presentan propiedades cementicias.

Actualmente, más del 50% del hormigón utilizado contiene cenizas volantes. Normalmente, las de Clase F se utilizan en dosis de 15 a 25% por masa de material cementante, mientras que las de Clase C se utilizan en dosis mayores, de hasta el 40%.

## Normativa española

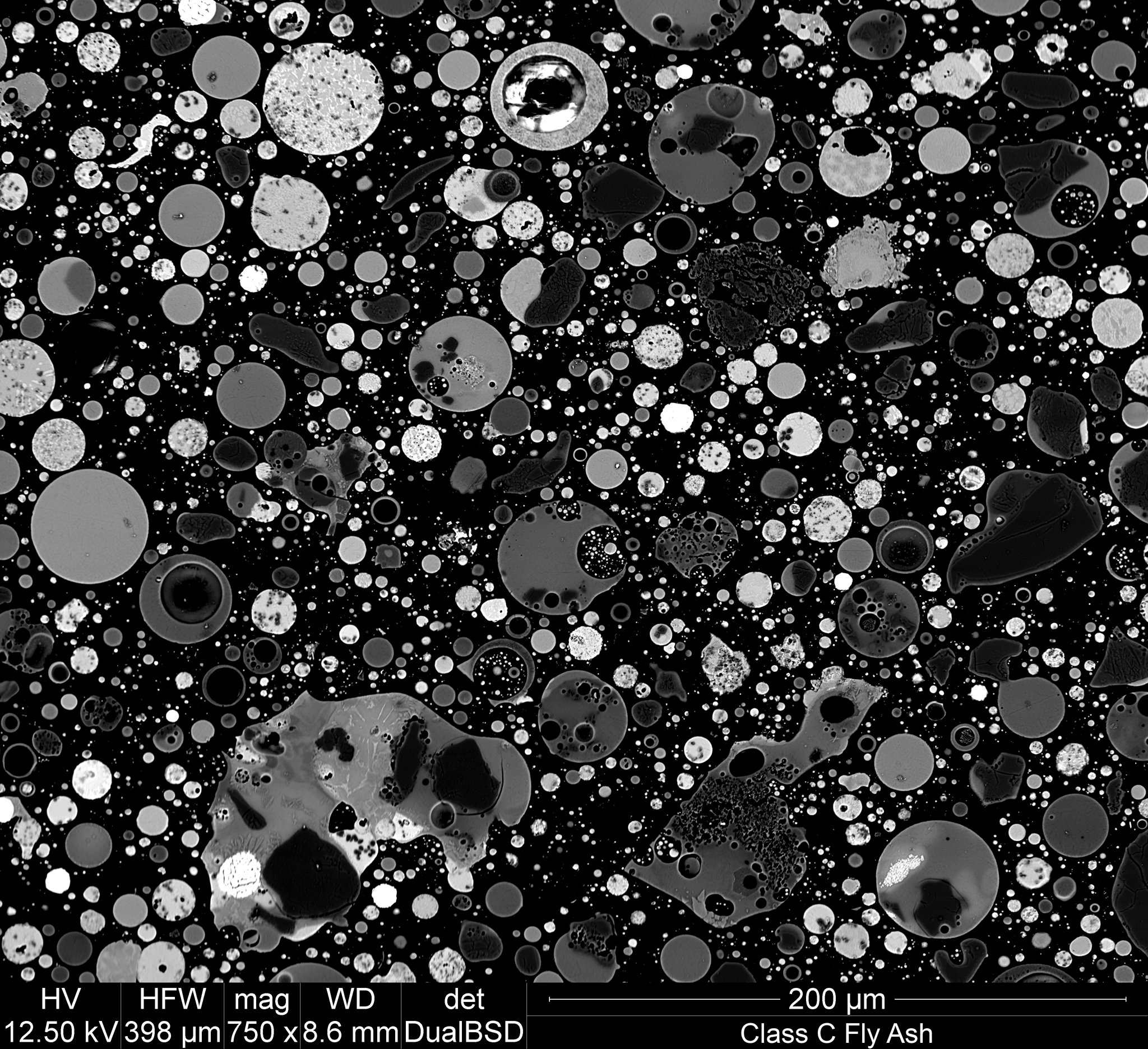
Micrografía electrónica de dispersión posterior de carbón ceniza volante pequeña.

Por ser las cenizas volantes un subproducto industrial, debe tenerse especial cuidado en comprobar su regularidad, por parte de la Central de hormigonado, mediante el oportuno control de recepción de los diferentes suministros, a fin de comprobar que las posibles variaciones de su composición no afecten al hormigón fabricado con ellas. 
La Instrucción Española del Hormigón Estructural (EHE) establece que se podrán utilizar cenizas volantes como adición en la fabricación del hormigón, únicamente con cementos tipo CEM I, ya que anteriormente en la fabricación del cemento tipo CEM I no se le ha sumado ninguna adición. Por el contrario, en la fabricación de cemento, CEM II, CEM IV y CEM V pueden llevar en su composición adiciones de cenizas volantes. En la fabricación del hormigón no. El cemento tipo CEM III no lleva este tipo de adición. 
En estructuras de edificación la cantidad máxima de cenizas volantes adicionadas no excederá del 35% del peso de cemento. La cantidad mínima de cemento se especifica en 37.3.2.

### Prescripciones y ensayos de las cenizas volantes
Las cenizas volantes no podrán contener elementos perjudiciales en cantidades tales que puedan afectar a la durabilidad del hormigón o causar fenómenos de corrosión de las armaduras. Además, deberán cumplir las especificaciones de acuerdo con la UNE EN 450:95.

### Suministro y almacenamiento
Para las cenizas volantes suministradas a granel se emplearán equipos similares a los utilizados para el cemento, debiéndose almacenar en recipientes y silos estancos que los protejan de la humedad y de la contaminación, los cuales estarán perfectamente identificados para evitar posibles errores de dosificación. El suministrador de la adición la identificará y garantizará documentalmente el cumplimiento de las características especificadas en EHE 29.2.1.